# Nicolás Monardes
Nicolás Bautista Monardes (ur. 1493, zm. 1588) – hiszpański lekarz i botanik.
Monardes opublikował kilka ksiąg, których znaczenie zmieniało się na przestrzeni czasu. W Diálogo llamado pharmacodilosis (1536) przedstawił esej nt. humanizmu i sugerował studia nad autorami klasycznymi, głównie Pedaniosem Dioskurydesem. Omówił też znaczenie greckiej i arabskiej medycyny w De Secanda Vena in pleuriti Inter Grecos et Arabes Concordia (1539), zaś księgę De Rosa et partibus eius (1540) poświęcił różom i owocom cytrusowym.
Monardes jest także znany ze swojej w wiary w dym tytoniowy jako niezawodny lek na wszelkie choroby. Zalecał stosowanie go zarówno u zdrowych, jak i u chorych, a także dowodził, że palenie tytoniu redukuje zmęczenie, stres i zwalcza objawy kiły.
Jego najbardziej znaczącą pracą jest Historia medicinal de las cosas que se traen de nuestras Indias Occidentales, opublikowana w trzech częściach (1565, 1569, 1574). Jej łacińskie tłumaczenie opublikował Charles de L’Écluse, a angielskie John Frampton.
Od jego nazwiska pochodzi łacińska nazwa rodzaju pysznogłówka (Monarda).